# لتو ۶۳۹

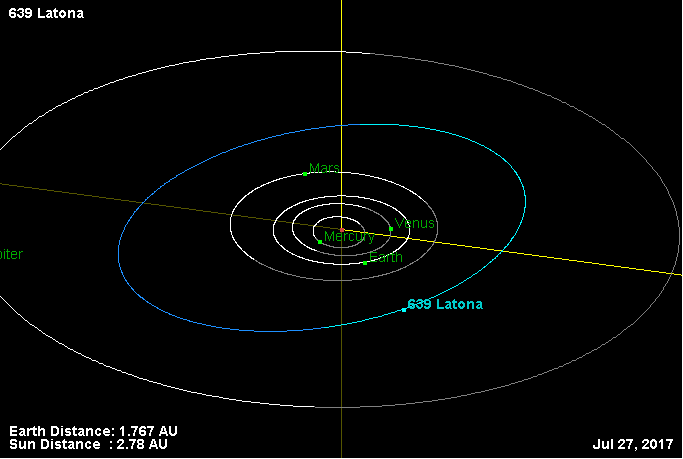
نمایی از محل قرارگیری سیارک لتو ۶۳۹ در مدار – ۲۰۱۷

سیارک ۶۳۹ (به انگلیسی: 639 Latona، نامگذاری:1907ZT) ششصد و سی و نهمین سیارک کشف شده‌است که در ۱۹ ژوئیه ۱۹۰۷ و در هایدلبرگ کشف شد.
قدر مطلق سیارک برابر ۸٫۲۰ است.